# Карло Орланді
Карло Орланді (італ. Carlo Orlandi; 23 квітня 1910, Мілан, Італія — 29 липня 1983, Мілан, Італія) — італійський боксер, олімпійський чемпіон 1928 року. 

## Аматорська кар'єра
Олімпійські ігри 1928 
- 1/8 фіналу. Переміг Роберта Санса (Іспанія) PTS
- 1/4 фіналу. Переміг Сесіля Біссета (Родезія) KO1
- 1/2 фіналу. Переміг Ганса Якоба Нільсена (Данія) PTS
- Фінал. Переміг Стівена Халайко (США) PTS